# Parábola da Dracma Perdida

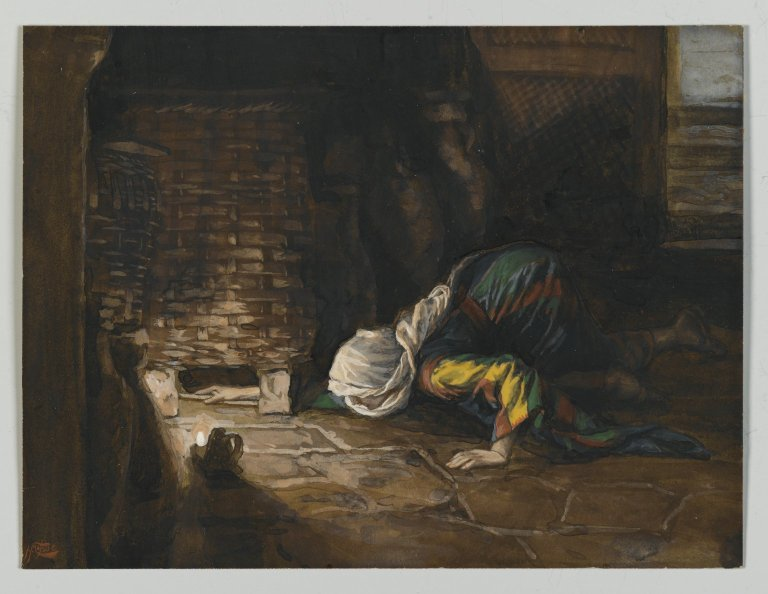
A dracma perdida.
1886-94. Por James Tissot, atualmente no Brooklyn Museum, em Nova Iorque.

A Parábola da Dracma Perdida (ou Parábola da Moeda Perdida) é uma das mais conhecidas parábolas de Jesus, apesar de aparecer em apenas um dos evangelhos canônicos. De acordo com Lucas 15:8–10, uma mulher procura uma moeda perdida. Esta parábola é parte de uma trilogia sobre a redenção que Jesus conta depois que os fariseus e os líderes religiosos o acusam de receber e compartilhar suas refeições com "pecadores". As outras duas são a Parábola da Ovelha Perdida e a parábola do Filho Pródigo.

## Narrativa bíblica

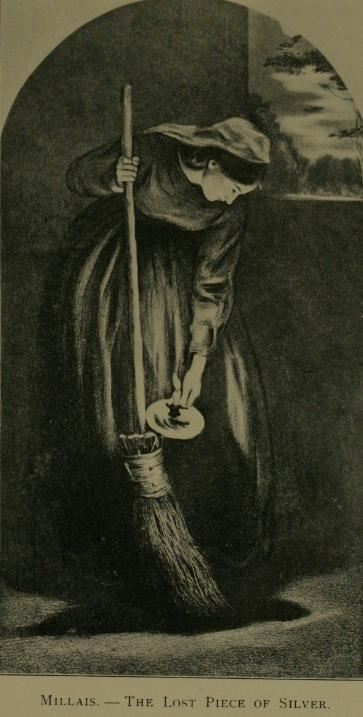
A mulher em busca da dracma perdida.
Gravura no livro Heroines of the Bible in Art.

| “ | «Ou qual é a mulher que, tendo dez dracmas e perdendo uma, não acende a candeia, não varre a casa e não a procura diligentemente até achá-la? Quando a tiver achado, reúne as suas amigas e vizinhas, dizendo: Regozijai-vos comigo, porque achei a dracma que eu tinha perdido.» (Lucas 15:8–10) | ” |

## Interpretação
Joel B. Green observa que a mulher descrita é uma camponesa pobre e as dez moedas de prata, correspondentes a dez dias de salário, "provavelmente representam a poupança da família". As moedas também podem ter sido o dote da mulher, vestidas como um ornamento. Ambas as teorias podem ser verdade, pois explicam a urgência da busca da mulher e a extensão da sua alegria quando a moeda que falta é encontrada.
Como a Parábola das Dez Virgens, esta é uma parábola sobre mulheres que se segue imediatamente após - e chega à mesma conclusão que - uma parábola anterior sobre homens. No original em grego, as "amigas e vizinhas" são também do sexo feminino.
Green sugere ainda que o convite para as "amigas e vizinhas" pode refletir uma refeição de celebração, que lembra as refeições que Jesus compartilhava com os "pecadores". A atividade diligente da mulher na busca pode simbolizar a atividade de Jesus próprio ou de Deus Pai. A alegria dos anjos entende-se como a alegria junto com Deus.
A Edição Pastoral da Bíblia comenta essa mensagem por meio de uma nota de rodapé em Lucas 15:8–10, que diz que:
| “ | A mulher é pobre e precisa da moeda para sobreviver. O amor de Deus torna-o vitalmente necessitado de encontrar a pessoa perdida, para levá-la à alegria da comunhão no amor. | ” |

A Tradução Ecumênica da Bíblia denomina essa parábola como "Parábola da moeda reencontrada" e a comenta por meio de notas de rodapé que explicam que:
1. o termo 'dracma' designa uma moeda grega que equivale ao denário romano, que era equivalente a um dia de salário de um trabalhador agrícola, e que quando se considera que aquela mulher tinha somente dez moedas, tratava-se de uma perda significativa;
2. a alegria "diante dos anjos de Deus" é a alegria do próprio Deus.